# Бовенкерк (Амстелвен)
Бовенкерк (нід. Bovenkerk) — село в нідерландській провінції Північна Голландія. Входить до муніципалітету Амстелвен. Його населення станом на 2016 рік складало 3040 осіб.